# János Rátkai
János Rátkai (n. 30 mai 1951, Kunszentmiklós, Bács-Kiskun, Ungaria) este un caiacist ce a reprezentat Ungaria, medaliat olimpic. A participat la 3 ediții ale Jocurilor Olimpice (1972, 1976, 1980) în care a câștigat o medalie de argint.